# Angiopteris microura
Angiopteris microura är en kärlväxtart som beskrevs av Edwin Bingham Copeland. Angiopteris microura ingår i släktet Angiopteris och familjen Marattiaceae. Inga underarter finns listade i Catalogue of Life.